# Thaumatichthyidae
Thaumatichthyidae Smith & Radcliffe, 1912 è una famiglia di pesci ossei dell'ordine Lophiiformes.

## Tassonomia
Comprende due generi:
- Lasiognathus Regan, 1925
- Thaumatichthys Smith & Radcliffe, 1912